# 44 Близнецов
44 Близнецов (лат. 44 Geminorum, HD 53257) — одиночная звезда в созвездии Близнецов на расстоянии приблизительно 464 световых лет (около 142 парсеков) от Солнца. Видимая звёздная величина звезды — +6,01m.

## Характеристики
44 Близнецов — бело-голубая звезда спектрального класса B85n. Радиус — около 2,49 солнечных, светимость — около 64,65 солнечных. Эффективная температура — около 9795 К.